# Rodès
Rodès (Catalaans: Rodés) is een gemeente in het Franse departement Pyrénées-Orientales (regio Occitanie) en telt 509 inwoners (1999). De plaats maakt deel uit van het arrondissement Prades.

## Geografie
De oppervlakte van Rodès bedraagt 18,5 km², de bevolkingsdichtheid is 27,5 inwoners per km².

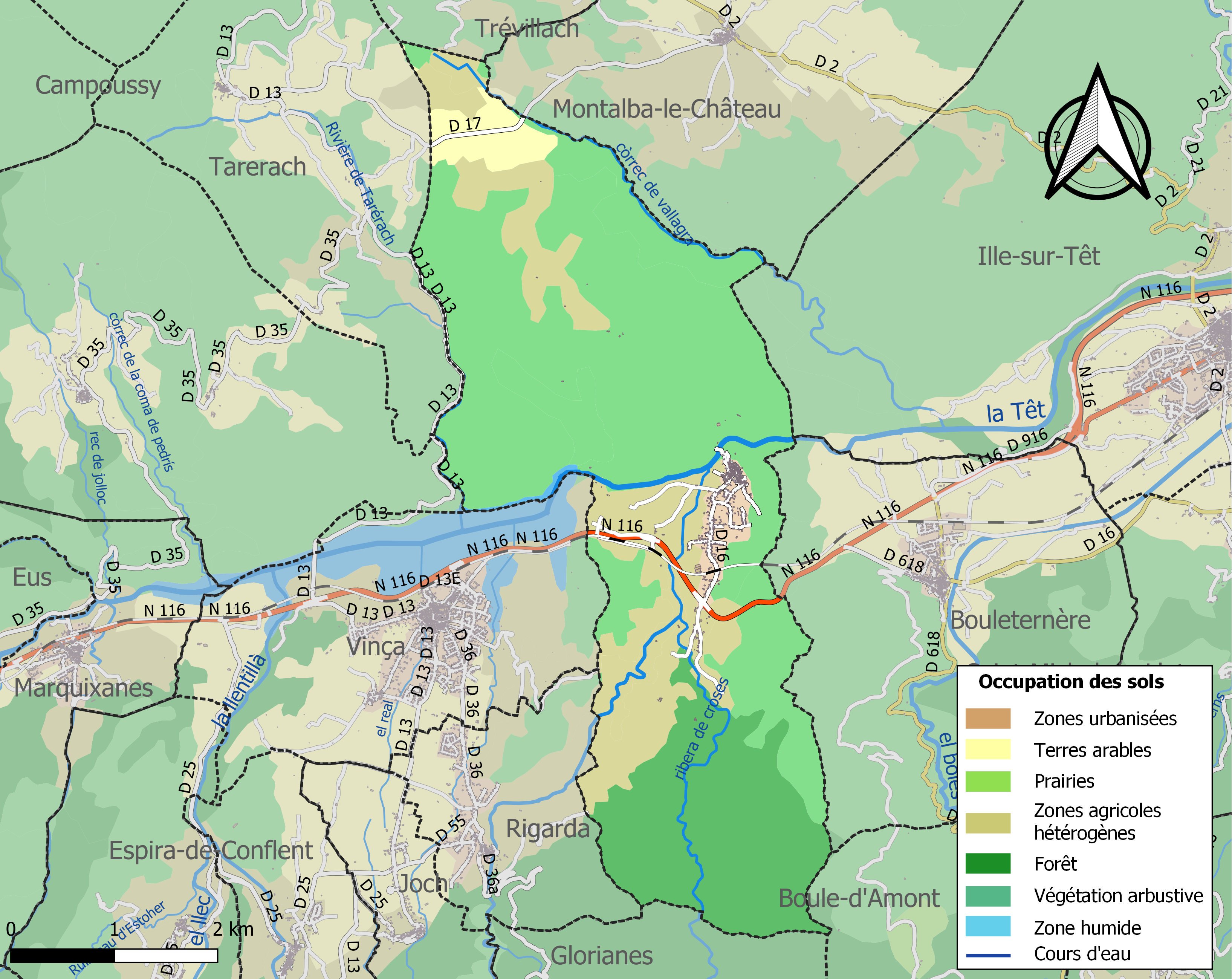
Kaart van de gemeente met de belangrijkste infrastructuur, bodemgebruik en omliggende gemeenten

## Demografie
Onderstaande figuur toont het verloop van het inwonertal (bron: INSEE-tellingen).